# Municipio de Jackson (Dakota del Norte)
El municipio de Jackson (en inglés: Jackson Township) es un municipio ubicado en el condado de Sargent en el estado estadounidense de Dakota del Norte. En el año 2010 tenía una población de 33 habitantes y una densidad poblacional de 0,36 personas por kilómetro cuadrado.

## Geografía
El municipio de Jackson se encuentra ubicado en las coordenadas 46°3′59″N 97°56′44″O / 46.06639, -97.94556. Según la Oficina del Censo de los Estados Unidos, el municipio tiene una superficie total de 92,74 km², de la cual 92,74 km² corresponden a tierra firme y (0 %) 0 km² es agua.

## Demografía
Según el censo de 2010, había 33 personas residiendo en el municipio de Jackson. La densidad de población era de 0,36 hab./km². De los 33 habitantes, el municipio de Jackson estaba compuesto por el 100 % blancos. Del total de la población el 0 % eran hispanos o latinos de cualquier raza.